# Eichmann-proces

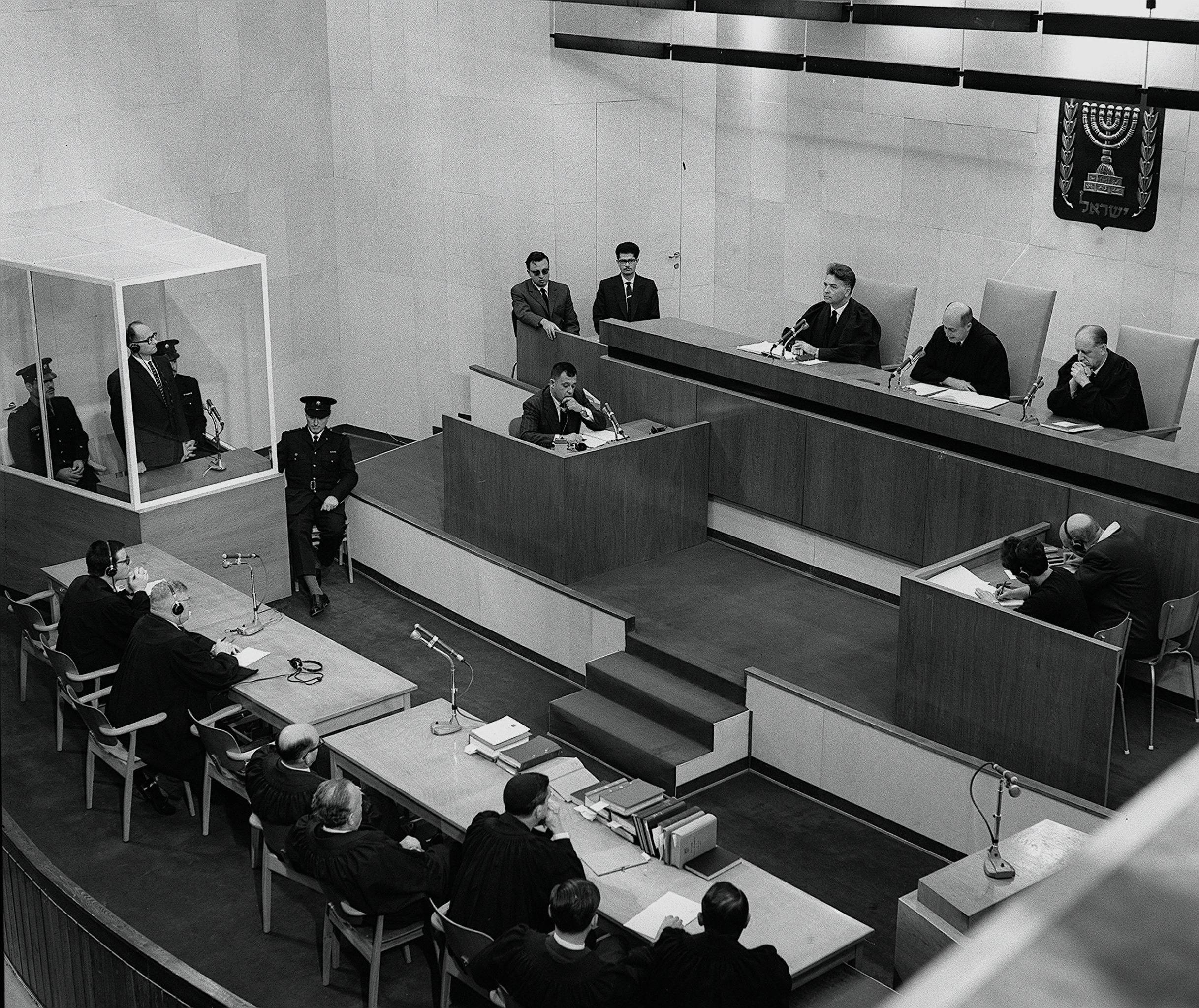
Adolf Eichmann (in de glazen cabine) wordt ter dood veroordeeld door het Hooggerechtshof van Israël aan het einde van het proces

Het Eichmann-proces was het proces in 1961 in Israël tegen Holocaust-pleger Adolf Eichmann, nadat die in Argentinië door Israëlische agenten werd ontvoerd en naar Israël werd gebracht om terecht te staan.

## Geschiedenis
Eichmann was een vooraanstaand lid van de nazipartij en diende in de rang van Obersturmbannführer (luitenant-kolonel) bij de SS, en was een van de mensen die primair verantwoordelijk waren voor de uitvoering van de Endlösung der Judenfrage. Hij was verantwoordelijk voor de treintransporten van de nazi's vanuit heel Europa naar de concentratiekampen, en regelde zelfs de transporten naar Hongarije rechtstreeks, waar 564.000 Joden stierven. Na de Tweede Wereldoorlog vluchtte hij naar Argentinië, waar hij onder het pseudoniem "Ricardo Klement" leefde tot hij in 1960 door de Mossad werd gevangengenomen.
De ontvoering van Eichmann werd bekritiseerd door de Verenigde Naties, die het een "schending van de soevereiniteit van een lidstaat" noemden. Israël en Argentinië gaven op 3 augustus een gezamenlijke verklaring af, na verdere onderhandelingen, waarin ze de schending van de Argentijnse soevereiniteit erkenden, maar overeenkwamen het geschil te beëindigen. De Israëlische rechtbank oordeelde dat de omstandigheden van Eichmanns gevangenneming geen invloed hadden op de wettigheid van zijn proces.
Zijn proces, dat op 11 april 1961 begon, werd op televisie uitgezonden en internationaal uitgezonden, met als doel te informeren over de misdaden die door nazi-Duitsland tegen Joden waren gepleegd, die ondergeschikt waren aan het proces van Neurenberg, dat betrekking had op andere oorlogsmisdaden van het naziregime. Aanklager en procureur-generaal Gideon Hausner probeerde ook de uitbeelding van Joodse functionarissen die in de eerdere processen naar voren was gekomen, aan te vechten, door hen in het slechtste geval af te beelden als slachtoffers die gedwongen werden nazi-decreten uit te voeren, terwijl de "grijze zone" van moreel twijfelachtig gedrag werd geminimaliseerd.
Hausner schreef later dat beschikbare archiefdocumenten "voldoende zouden zijn geweest om Eichmann tien keer te laten veroordelen". Niettemin riep hij meer dan 100 getuigen op, waarvan de meesten de verdachte nooit hadden ontmoet, voor didactische doeleinden. Advocaat van de verdediging Robert Servatius weigerde het aanbod van twaalf overlevenden om te getuigen voor de verdediging, waarbij ze onthulden wat zij beschouwden als immoreel gedrag van andere Joden.
Politiek filosoof Hannah Arendt deed verslag van het proces in haar boek Eichmann in Jeruzalem: De banaliteit van het kwaad. Het boek had een enorme impact op de populaire cultuur, maar de ideeën ervan zijn steeds controversiëler geworden.
Eichmann werd aangeklaagd voor vijftien aanklachten wegens het overtreden van de Nazis and Nazi Collaborators (Punishment) Law. Zijn proces begon op 11 april 1961 en werd voorgezeten door drie rechters: Moshe Landau, Benjamin Halevy en Yitzhak Raveh. Eichmann werd veroordeeld op alle vijftien aanklachten en ter dood veroordeeld. Hij ging in beroep bij het Hooggerechtshof, dat de veroordelingen en de straf bevestigde. President Itzhak Ben-Zvi verwierp Eichmanns verzoek om de straf om te zetten. In Israëls enige gerechtelijke executie tot nu toe werd Eichmann op 1 juni 1962 opgehangen in de Ramla-gevangenis.